# Уэйпа
Уэ́йпа (англ. Weipa [ˈwiːpə]) — небольшой город в северной части австралийского штата Квинсленд. Уэйпа расположена на территории графства Кук (англ. Cook Shire), но имеет свой Городской совет (англ. Weipa Town Council) и образует отдельный район местного самоуправления. Население города по оценкам на 2008 год составляло примерно 3,2 тысячи человек. Уэйпа — последний крупный населённый пункт северной части Квинсленда. Ближайший крупный город — Кэрнс (расположен в 650 километрах на юго-востоке).

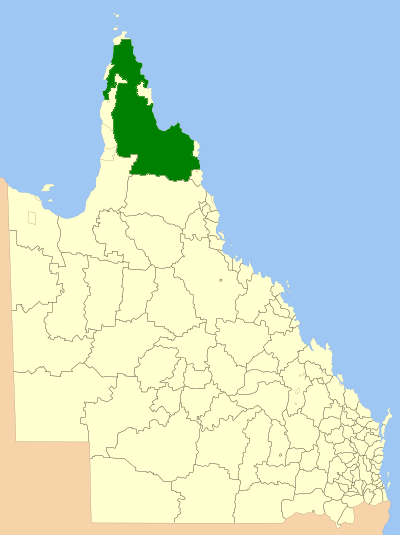
Расположение графства Кук

## География
Уэйпа расположен на западном побережье полуострова Кейп-Йорк в заливе Албатросс. Это один из самых северных населённых пунктов всей Австралии, иногда его также называют «столицей Кейп-Йорка».
Рядом с городом, вдоль береговой линии, расположены богатые залежи бокситов.

## История

### Высадка Янсзона
26 февраля 1606 года судно «Дейфкен» («Голубок»), под командованием голландского исследователя Виллема Янсзона (англ. Willem Janszoon) подплыло к берегам Австралии. Команда высадилась на берег в районе реки Пеннефазер (англ. Pennefather River), немного севернее современного города Уэйпа. Виллем Янсзон официально считается первым европейцем, достигшим берегов Австралии. Это случилось за 164 года до знаменитого плавания Джеймса Кука вдоль восточного побережья Австралии.

### Первые поселения
Первым поселением на месте нынешнего Уэйпа была пресвитерианская миссия аборигенов. Она была создана в 1898 году. В 1932 году миссия переехала на 12 километров южнее, на место нынешнего поселения Напранум (англ. Napranum). В настоящее время население Напранума составляет 830 человек (2006 год), 94 % из них — аборигены.

### Добыча бокситов
В 1955 году геолог Гарри Эванс обнаружил, что красные утесы, отмеченные более ранними исследователями, в действительности являются огромными залежами бокситов — руды, из которой производится алюминий.
К 1961 году, в результате детальной разведки, была подтверждена возможность промышленной добычи бокситов. Первый корабль с 9800 тоннами руды был отправлен в Японию уже в апреле. В течение следующих пяти лет, рядом с местом добычи был построен город и порт. В 1966 году из Уэйпа в Гладстон (Квинсленд) был направлен первый корабль с 10 000 тонн бокситов. Данное событие стало первым шагом на пути к созданию полностью интегрированной алюминиевой промышленности Квинсленда.

## Современный Уэйпа

### Rio Tinto Alcan
Добычу бокситов в районе города Уэйпа ведет компания Rio Tinto Alcan. Из 3 тысяч жителей города 760 чел. являются сотрудниками компании. Компания Rio Tinto Alcan является крупнйшим в мире производителем алюминия, входит в состав концерна Rio Tinto — второй по величине в мире транснациональной горнорудной группы. Бокситы морем доставляются в Гладстон (Квинсленд), на завод Queensland Alumina, являющийся крупнейшим в мире производителем глинозёма.
Компания Rio Tinto ведет свою деятельность на землях местных племен аборигенов. Она заключила с коренными жителями соглашение на разработку месторождений бокситов и старается соблюдать все официально признанные права коренного населения. Город Уэйпа по прежнему официально остается под управлением компании Rio Tinto, несмотря на это в городе был создан свой Городской совет. В дополнение к горнодобывающей деятельности в районе также занимаются рыболовством, животноводством и немного туризмом, в городе также есть своё гольф поле.

### Особенности района
Город окружают земли нескольких разных общин аборигенов. Чтобы свободно перемещаться по территориям этих общин необходимо получить специальное разрешение, обратившись в совет соответствующей общины.
Несмотря на то, что Уэйпа расположен на берегу Арафурского моря, купаться в нем запрещено. В прибрежных водах можно легко встретить морских крокодилов, акул, и ядовитых морских змей. Также здесь обитают различные виды ядовитых медуз, такие как Корнероты, Медуза ируканджи, Португальский кораблик, но самой знаменитой среди них является «Морская оса», смерть от ожога которой наступает в течение трех минут. Купаться можно только в искусственных бассейнах и в двух небольших озёрах — Патрисия (англ. Patricia) и МакЛеод (англ. McLeod).

### Военная база RAAF
В 20 километрах восточнее города расположена военная база Королевских военно-воздушных силы Австралии (англ. Royal Australian Air Force; RAAF) — RAAF Scherger. База была открыта в 1998 году, занимает площадь в 24 км², рассчитана на 400 военнослужащих, длина взлётно-посадочной полосы военного аэродрома составляет 3 километра. База Scherger приготовлена на случай возможных конфликтов, как одна из северных баз RAAF. В среднем один раз в год сюда прибывают на учения подразделения, расположенные на других военных базах Австралии.

## Инфраструктура

### Транспорт
Для жителей города Уэйпа автотранспорт является основным видом транспорта. Для того, чтобы на машине добраться до ближайшего крупного города — Кэрнса, необходимо преодолеть 804 километра по дороге «Пининсула-Дивелопментал» (англ. Peninsula Developmental). Дорога проходит по диким и безлюдным районам полуострова Кейп-Йорк, пересекая его с северо-запада на юго-восток.
На расстоянии 12 километров от центра города расположен небольшой аэропорт местного значения — Аэропорт Уэйпа (англ. Weipa Airport). Ближайший международный аэропорт — Аэропорт Кэрнс. Основное направление аэропорта Уэйпа — рейсы до Кэрнса, время полета составляет 1 час 20 минут.
В городе есть грузовой морской порт, оснащенный оборудованием для погрузки сыпучих грузов. В 2006 году из порта было экспортировано 16 миллионов тонн бокситов.

## Климат
Уэйпа, по классификации Кёппена, расположен в зоне экваториального климата. Круглый год здесь очень жарко. В течение дня температура превышает 30°С, а к ночи снижается до 20°С. В году можно выделить два совершенно различных периода — сезон дождей c сильнейшими тропическими ливнями, который длится с декабря по март и сухой сезон с апреля по ноябрь, когда дождей нет вообще.
| Показатель                                                              | Янв.  | Фев.  | Март  | Апр. | Май  | Июнь | Июль | Авг. | Сен. | Окт. | Нояб. | Дек.  | Год    |
| ----------------------------------------------------------------------- | ----- | ----- | ----- | ---- | ---- | ---- | ---- | ---- | ---- | ---- | ----- | ----- | ------ |
| Средний суточный максимум, °C                                           | 31,9  | 31,3  | 31,8  | 32,3 | 31,9 | 31,1 | 30,9 | 31,8 | 34,3 | 35,6 | 35,6  | 33,8  | 32,7   |
| Средний суточный минимум, °C                                            | 24,2  | 24,1  | 23,8  | 22,7 | 21,2 | 19,9 | 18,6 | 18,6 | 19,5 | 21,8 | 23,5  | 24,2  | 21,8   |
| Норма осадков, мм                                                       | 467,1 | 593,0 | 409,0 | 88,7 | 21,8 | 4,5  | 1,2  | 6,8  | 1,7  | 16,8 | 103,0 | 280,5 | 2055,1 |
| Источник: http://www.bom.gov.au/climate/averages/tables/cw_027045.shtml |       |       |       |      |      |      |      |      |      |      |       |       |        |

## Галерея

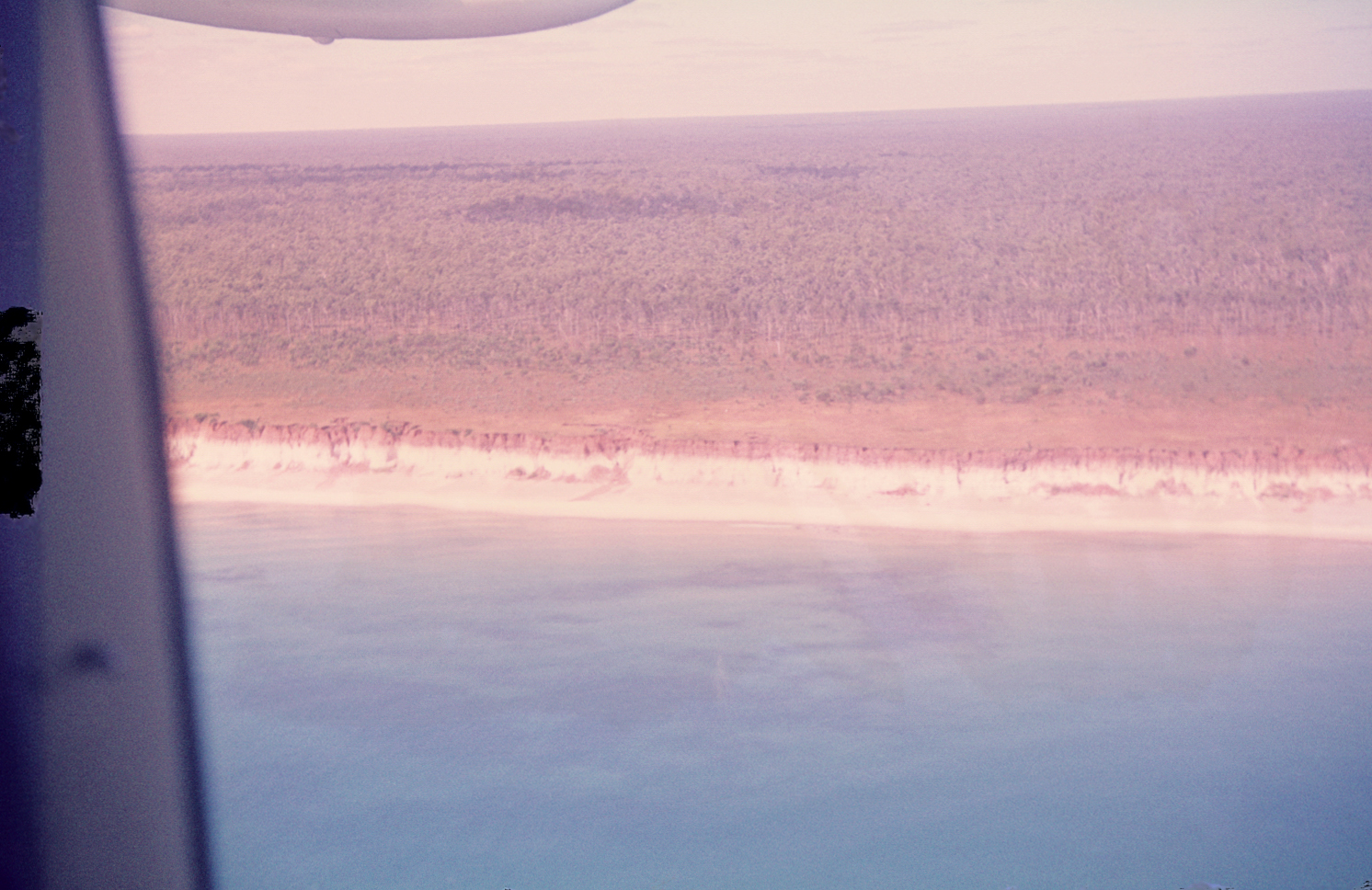
Залежи бокситов (вид побережья с самолета)
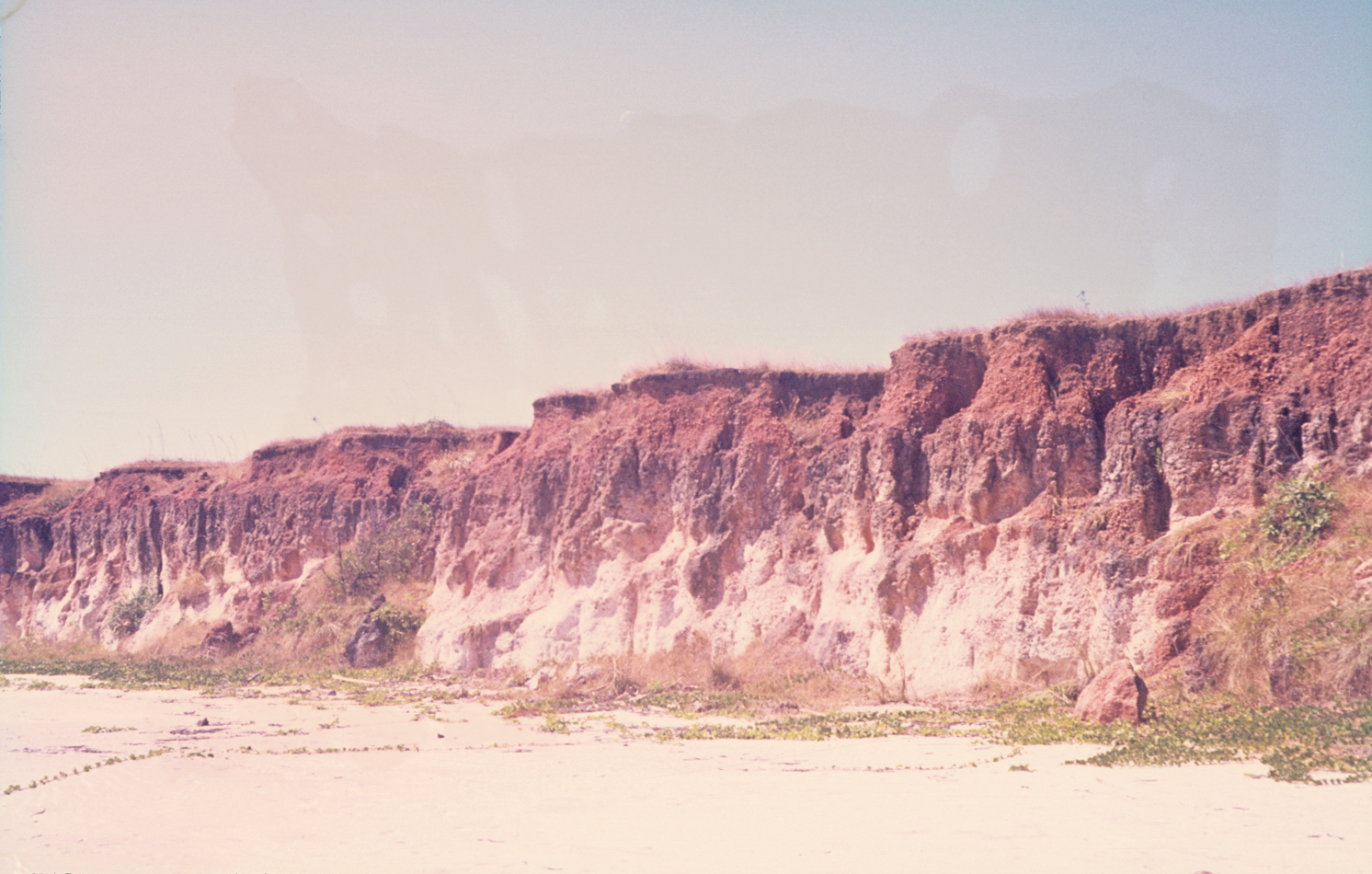
Залежи бокситов (красновато-коричневый слой)